# 우르호 케코넨
우르호 칼레바 케코넨(핀란드어: Urho Kaleva Kekkonen [ˈurɦo ˈkɑlɛʋɑ ˈkekːonɛn][*]: 1900년 9월 3일-1986년 8월 31일)은 핀란드의 정치인이다. 제8대 공화국대통령이다. 1956년 이래 25년간 장기집권하다 1981년 신병을 이유로 사임했다.
4선 25년을 재임한 케코넨은 핀란드 역사상 가장 오래 재임한 대통령이다. 현재 핀란드 헌법은 대통령의 연임을 2회로 제한하고 있기에 케코넨 같은 대통령은 다시 나올 수 없다. 대통령이 되기 전 총리로서 5개 내각을 지도했고, 그 전에는 내무장관, 법무장관, 외무장관 등 각료직과 의회의장을 역임했다.

## 역대 선거 결과
| 선거명      | 직책명          | 대수 | 정당          | 1차 득표율 | 1차 득표수 | 2차 득표율 | 2차 득표수 | 3차 득표율 | 3차 득표수 | 결과 | 당락 |
| ----------- | --------------- | ---- | ------------- | ---------- | ---------- | ---------- | ---------- | ---------- | ---------- | ---- | ---- |
| 1950년 선거 | 핀란드의 대통령 | 7대  | 농업동맹      | 20.67%     | 62표       |            |            |            |            | 3위  | 낙선 |
| 1956년 선거 | 핀란드의 대통령 | 8대  | 농업동맹      | 29.33%     | 88표       | 34.00%     | 102표      | 50.33%     | 151표      | 1위  |      |
| 1962년 선거 | 핀란드의 대통령 | 8대  | 농업동맹      | 66.33%     | 199표      |            |            |            |            | 1위  |      |
| 1968년 선거 | 핀란드의 대통령 | 8대  | 핀란드 중앙당 | 67.00%     | 201표      |            |            |            |            | 1위  |      |
| 1978년 선거 | 핀란드의 대통령 | 8대  | 핀란드 중앙당 | 86.33%     | 259표      |            |            |            |            | 1위  |      |

## 같이 보기
- 파시키비-케코넨 원칙